# Lilit

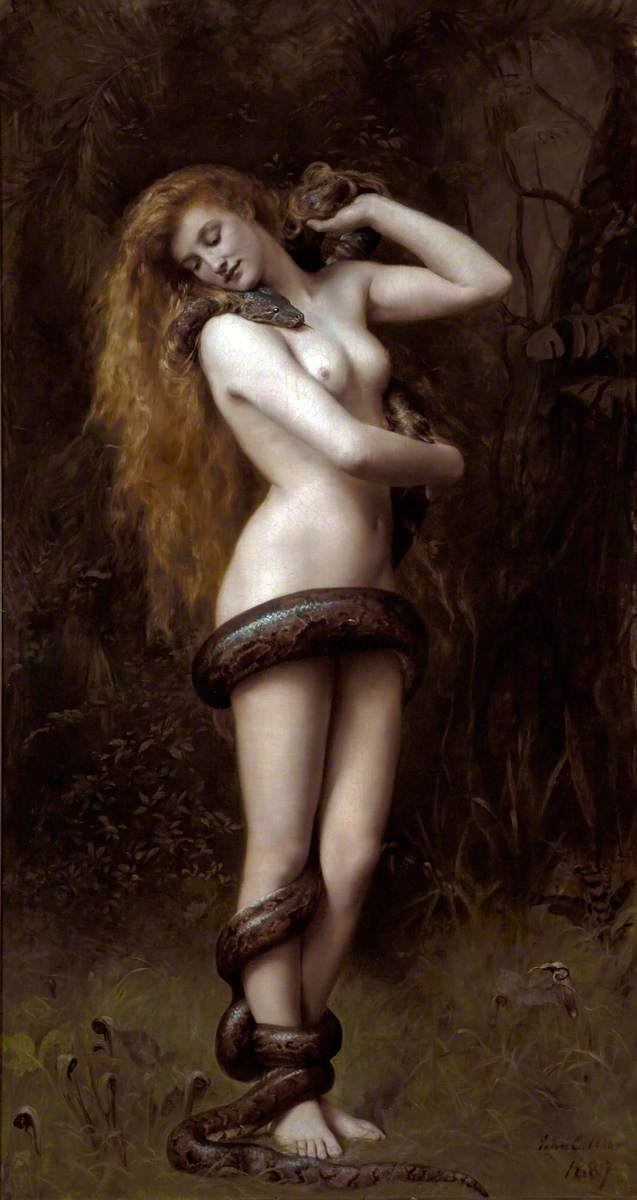
Lilith (1892), por John Collier. La recuperación de la representación por los pintores prerrafaelitas en el siglo XIX, entre otros por Collier, de Lilith como mujer fatal, peligrosa, por lo que la representa hermosa y desnuda, con los símbolos de la serpiente y una larga cabellera se considera una respuesta masculina, de estupor y miedo, a la nueva mujer de los movimientos sufragistas y de emancipación de la mujer de finales del siglo XIX.

Lilit o Lilith (del sumerio lilitu y del hebreo לילית) es una figura femenina legendaria de la mitología mesopotámica y del folclore demonológico judío. Lilith es una figura presente en las antiguas religiones mesopotámicas ya en el III milenio a. C. y presuntamente adquirida posteriormente por la mitología judía, que pudo aprenderla de los babilonios, junto con otros cultos y mitos, durante el exilio babilónico. Se cree que se la menciona en hebreo bíblico en el Libro de Isaías, y en la Antigüedad tardía en fuentes de mitología mandea y mitología judía a partir del año 500 de nuestra era. A los hijos de Lilith se les denomina lilim.
El nombre Lilith procede de lilû, lilîtu y (w)ardat lilî). La palabra acadia lilû está relacionada con la palabra hebrea lilit de Isaías 34:14, que algunos estudiosos modernos, como Judit M. Blair, consideran se refiere a un ave nocturna. En la religión de la antigua Mesopotamia, que se encuentra en textos cuneiformes de Sumeria, Asiria y Babilonia, Lilith significa espíritu o demonio. En la religión mesopotámica, Lilith es el demonio femenino asociado a las tempestades, del que se creía era portadora de desgracia, enfermedad y muerte. La figura de Lilith aparece inicialmente en un conjunto de demonios y espíritus asociados a los vientos y las tormentas, como ocurre de la religiosidad sumeria de Lilitu, hacia el año 3000 a. C.
A partir del siglo VI d. C., el demonio Lilith se menciona en la literatura rabínica y en copas mágicas judías. Lilith aparece en historiolas (encantamientos que incorporan una breve historia mítica) en varios conceptos y localidades que dan descripciones parciales de ella. En el imaginario popular judío se la teme como un demonio nocturno capaz de hacer daño a los niños varones y caracterizado por aspectos de la feminidad considerados negativos: el adulterio, la brujería y la lujuria. En el folclore judío medieval, Lilith es considerada la primera esposa de Adán, creada junto con él en el paraíso antes que Eva; siendo la engendradora primordial de demonios; y considerada como un demonio propiamente tal al no seguir los designios de Dios. 
Respecto a su origen como demonio en el folklore judío, debido a que la creación de Eva, es relatada con detalle en el segundo capítulo del Génesis, pero que a su vez igualmente en el primero se afirma que Dios creó a la humanidad «varón y hembra»; este hecho provocó que se dejara un margen a los cabalistas medievales para elaborar el relato de una primera esposa de Adán anterior a Eva, y que por su desobediencia, dotarla incluso de características demoníacas al no ser la madre de la humanidad a diferencia de Eva, y ser considerada al contrario la madre de los demonios que atormentan a la humanidad.
La tradición dice que Lilith estaba en perpetuo conflicto con su pareja porque se negaba a obedecerle a él y a Dios y, por ello finalmente, escapó o fue «desterrada» del Jardín del Edén y prefirió vivir con los demonios antes que volver con Adán o servir a Dios.
La fuente más antigua de esta nueva figura es un cuento satírico incluido en el Alfabeto de Ben Sira, una obra que algunos estudiosos datan en el siglo VIII d. C., pero que a menudo se considera del siglo X. Se la menciona asimismo en el Talmud de Babilonia (Eruvin 100b, Niddah 24b, Shabbat 151b, Baba Bathra 73.ª), en el Libro de Adán y Eva como la primera esposa de Adán, y en el Zohar Levítico 19.ª como «una mujer fogosa que cohabitó por primera vez con el hombre». Con todo, muchas autoridades rabínicas tradicionales, como Maimónides o Menajem Meiri, rechazan la existencia de Lilith.
La figura de Lilith se desarrolló en los siglos XIX y XX. A finales del siglo XIX, paralelamente a la creciente emancipación de la mujer en el mundo occidental, la figura de Lilith se convirtió en un símbolo de lo femenino que no se somete a lo masculino (ni a Dios); cambiando el concepto original de Lilith  (de un ser demoniaco), a un concepto más cercano al de Diosa madre. Lilith sigue sirviendo como fuente de material en la cultura occidental popular actual, la literatura, la astrología (véase Luna negra), el ocultismo, la fantasía y el terror. Lilith es una figura iconográfica representada en las artes plásticas en la tradición judeocristiana, como mujer fatal en los años finales del siglo XIX y actualmente utilizada en publicidad (en la forma de anuncios publicitarios que incluyen la aparición de femme fatales adornadas con serpientes).

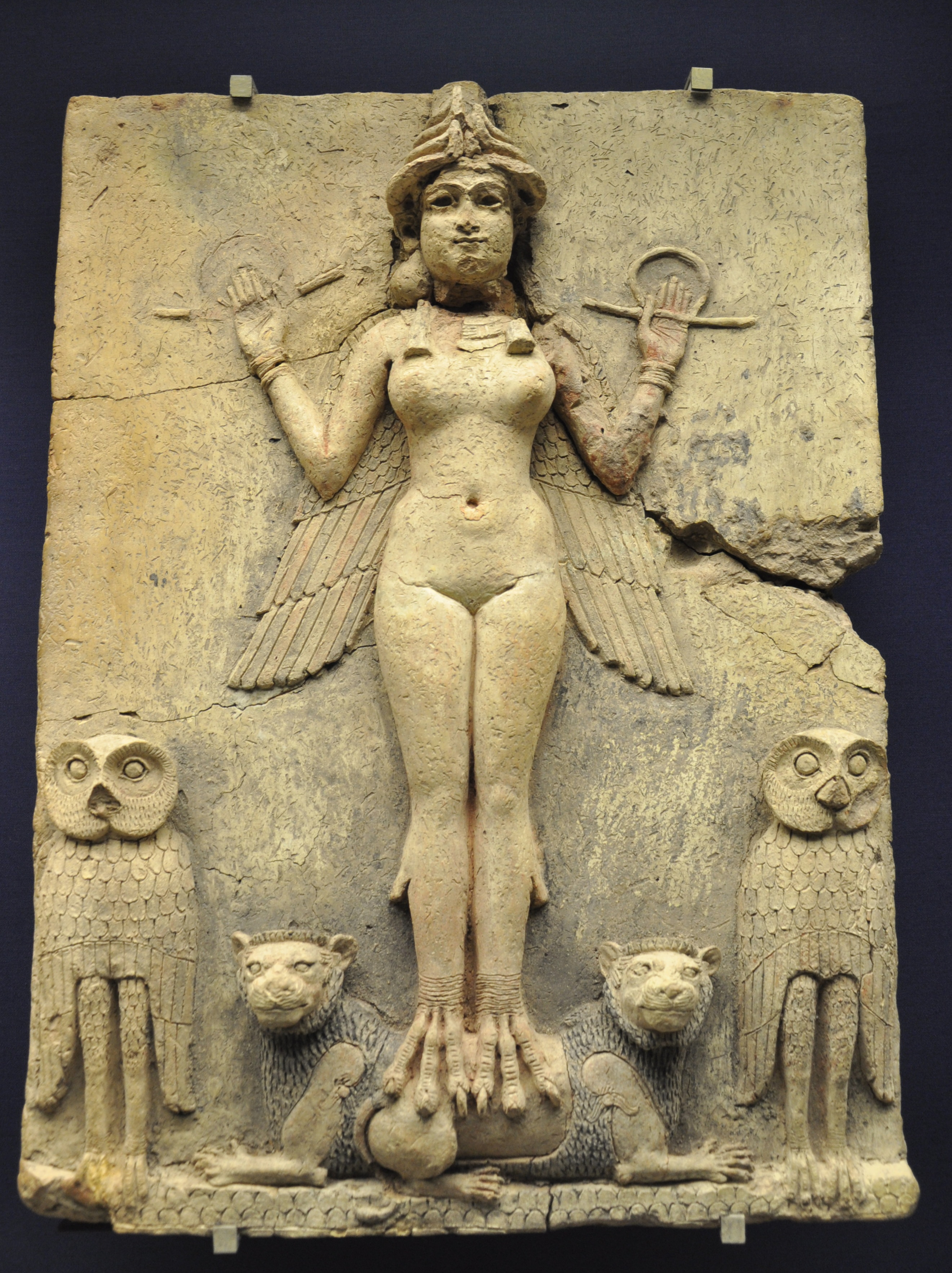
Relieve de la Reina de la Noche, Babilonia 1800–1750 a. C., Museo británico. Relieve de terracota del período babilónico antiguo conocido como «Relieve de Burney» o «Relieve de la Reina de la Noche». La figura representada de una diosa-figura alada con patas de águila, flanqueada por búhos y posada sobre leones supinos, podría ser un aspecto de la diosa Ishtar, diosa mesopotámica del amor sexual y la guerra. Sin embargo, sus patas de pájaro y los búhos que las acompañan han sugerido a algunos una conexión con Lilith.

## Lilit en la mitología mesopotámica
El origen de Lilit se remonta a Lilitu y Ardat Lili, dos figuras femeninas de la mitología mesopotámica (sumeria, acadia y asiria) relacionadas con el espíritu del viento. Lilit a veces se considera diosa de la oscuridad o demonio maligno, Lilu. En los nombres de esta familia de demonios aparece la palabra lil, que significa ‘viento’, ‘aire’ o ‘espíritu’.

### Lilit en el Poema de Gilgamesh - Tabla XII
Lilit aparece mencionada dos veces en la Tablilla XII de la Epopeya de Gilgamesh –narración épica acadia de poemas sumerios de 2100 a. C.–, si bien esta tablilla no consta en el original de las tablillas en babilónico antiguo, fue añadida posteriormente cuando se llevaron a cabo las traducciones y recopilaciones al acadio y al asirio. En esos días lejanos, también conocidos como Gilgamesh, Enkidu y el Inframundo, es la fuente de la traducción acadiana incluida como tableta XII en la versión estándar, que cuenta el viaje de Enkidu al Inframundo. También es la principal fuente de información para el mito de la creación sumeria y la historia de «Inanna y el árbol Huluppu». 

«Tabla XII (texto sumerio)». (...) Erase una vez un árbol, un «huluppu», un árbol, 
había sido plantado en la orilla del Eufrates,
había sido regado por el Eufrates, (...)
El árbol crecía, pero su tronco no producía follaje,
(porque) en sus raíces la serpiente que no conoce hechizo había puesto su nido;
en su copa el pájaro Imdugud había colocado a sus pequeñuelos; 
en su interior «la joven Lilith» había construido su casa.
La joven siempre risueña, siempre alegre, la joven Inanna, ¡cómo lloraba (ahora)!
A cada despuntar del día, ante cada clarear del horizonte,
cuando Utu salía de su campo principesco,
su hermana, la divina Inanna,
decía a su hermano Utu:
–Hermano mío, cuando en los días de antaño los destinos fueron acordados, (...)
Su hermano, el héroe, el valeroso Utu, 
no la ayudó en su petición.(...)
Su hermano, el héroe Gilgamesh,
la asistió en este asunto.
Se ciño en su pecho su armadura de cincuenta minas de peso
–cincuenta minas las manejó como cincuenta siclos–,
su hacha de campaña
–siete talentos, siete minas- empuño en su mano
y entre las raíces abatió a la serpiente «que no conoce hechizo»;
en su copa el pájaro Imdugud, tomados sus pequeñuelos, hubo de huir al monte,
y en su interior «la virgen Lilith», deshecha su casa, hubo de huir al desierto.
En cuanto al árbol, le arrancó sus raíces, le podó su copa 
y los hijos de la ciudad, que lo acompañaban, le cortaron las ramas
Poema de Gilgames, Tabla XII, Tecnos, 1992, ISBN 84-309-1548-6, pp.169-170.

## Lilit en la religión hebrea
Lilit aparece en el folclore judío, por ejemplo en el texto medieval de tono satírico Alfabeto de Sirá (c. 700-1000 d. C.), como la primera esposa de Adán, que fue creada al mismo tiempo y del mismo barro que Adán.Formula la historia como parte de una narración contada por Ben Sira al rey Nabucodonosor II, la cual también introduce la tradición mágico-religiosa de poner un amuleto alrededor del cuello de los niños recién nacidos, con el nombre de tres ángeles (Snvi, Snsvi, Smnglof), a fin de protegerlos de Lilit hasta recibir la circuncisión.
La leyenda de Lilit se desarrolló ampliamente durante la Edad Media, en las tradiciones de la Agadá, el Zohar y el misticismo judío. Por ejemplo, en los escritos del siglo XIII de Isaac ben Jacob ha-Cohen, Lilit abandonó a Adán tras negarse a ser sumisa a él y no quiso volver al Jardín del Edén después de haberse emparejado con el arcángel Samael (quien sería el padre de sus demónicos hijos, los lilim). El origen de la leyenda que presenta a Lilit como primera mujer se encuentra en una interpretación rabínica de Génesis 1, 27. Antes de explicar que Yahveh dio a Adán una esposa llamada Eva, formada a partir de su costilla, el texto dice: «Creó, pues, Dios al hombre a su imagen; a imagen de Dios lo creó; varón y mujer los creó». Si bien hoy suele interpretarse esto como un mismo hecho explicado dos veces, otra interpretación indica que Dios creó en primer lugar una mujer a imagen suya, formada al mismo tiempo que Adán, y solo más tarde creó de la costilla de Adán a Eva.
Según algunas tradiciones, los judíos que vivían en Babilonia habrían llevado a su tierra de origen la creencia en esta criatura maligna, lilîtu, cuyo nombre, adaptado a la fonética del hebreo como לילית (Lilith), se puso en relación con la palabra parónima hebrea ליל, laila, ‘noche’. En materiales judíos posteriores abundan las interpretaciones de Lilit, pero ha sobrevivido escasa información en relación con su vínculo con las perspectivas sumerias, acadias, asirias y babilónicas de esta clase de demonios. Aunque casi todos los investigadores están de acuerdo en que existe una conexión, estudios recientes han cuestionado la relevancia de dos fuentes utilizadas previamente para relacionar la lilith judía con una lilītu acadia: el apéndice de Gilgamesh y los amuletos de Arslan Tash. En contraste, algunos expertos, como Lowell K. Handy, sostienen la opinión de que si bien Lilit se deriva de la demonología mesopotámica, la evidencia de que la Lilit hebrea está presente en las fuentes citadas con frecuencia (que incluyen el fragmento en sumerio del Gilgamesh y el encantamiento sumerio de Arshlan-Tash, entre otras) es escasa, si es que está presente en absoluto.
En los textos en hebreo, el término lilith o lilit (traducido a veces como «criaturas nocturnas», «monstruo nocturno», «bruja nocturna» o «lechuza») aparece por primera vez en una lista de animales en Isaías 34:14. La referencia a Lilit en Isaías 34:14 no aparece en la mayoría de traducciones comunes de la Biblia (p. ej., la Biblia Dios Habla Hoy traduce la expresión como «fantasma que espanta de noche»). Comentaristas e intérpretes a menudo imaginan la figura de Lilith como una peligrosa demonia nocturna, que es sexualmente licenciosa y que roba bebés en la oscuridad. En los Rollos del Mar Muerto 4Q510-511, el término aparece por primera vez en una lista de monstruos. Inscripciones mágicas judías en cuencos y amuletos a partir del siglo VI d. C. identifican a Lilit como un demonio femenino y proporcionan las primeras representaciones visuales de ella.
El Génesis Rabba, midrás sobre el libro del Génesis, recopilado en el siglo XV en Palestina, señala que Eva no existía todavía en el sexto día de la Creación. Entonces Yahvéh había dispuesto que Adán diese nombre a todas las bestias, aves y otros seres vivientes. Cuando desfilaron ante él en parejas, macho y hembra, Adán —que ya era un hombre de veinte años— sintió celos de su amor. Por ello exclamó: «¡Todas las criaturas tienen la pareja apropiada, menos yo!», y rogó al Dios que remediara esa injusticia.
Según el Yalqut Reubeni, colección de comentarios cabalísticos acerca del Pentateuco, recopilada por R. Reuben ben Hoshke Cohen (muerto en 1673) en Praga:

Yahvéh formó entonces a Lilit, la primera mujer, del mismo modo que había formado a Adán. De la unión de Adán con esta hembra, y con otra parecida llamada Naamá, hermana de Tubalcaín, nacieron Asmodeo e innumerables demonios que todavía atormentan a la humanidad. Muchas generaciones después, Lilit y Naamá se presentaron ante el tribunal de Salomón disfrazadas como rameras de Jerusalén.

Adán y Lilit nunca hallaron armonía juntos, pues cuando él deseaba tener relaciones sexuales con ella, Lilit se sentía ofendida por la postura acostada que él le exigía. «¿Por qué he de acostarme debajo de ti? —preguntaba—: yo también fui hecha con polvo, y por lo tanto soy tu igual». Como Adán trató de obligarla a obedecer, Lilit, encolerizada, pronunció el nombre mágico de Dios, se elevó por los aires y lo abandonó.
Saliendo del Edén fue a dar a las orillas del mar Rojo (hogar de muchos demonios). Allí se entregó a la lujuria con éstos, dando a luz a los lilim. Cuando tres ángeles de Dios fueron a buscarla (Snvi, Snsvi y Smnglof), ella se negó. El cielo la castigó haciendo que muriesen cien de sus hijos al día. Desde entonces las tradiciones judías medievales dicen que ella intenta vengarse matando a los niños menores de ocho días, incircuncisos.

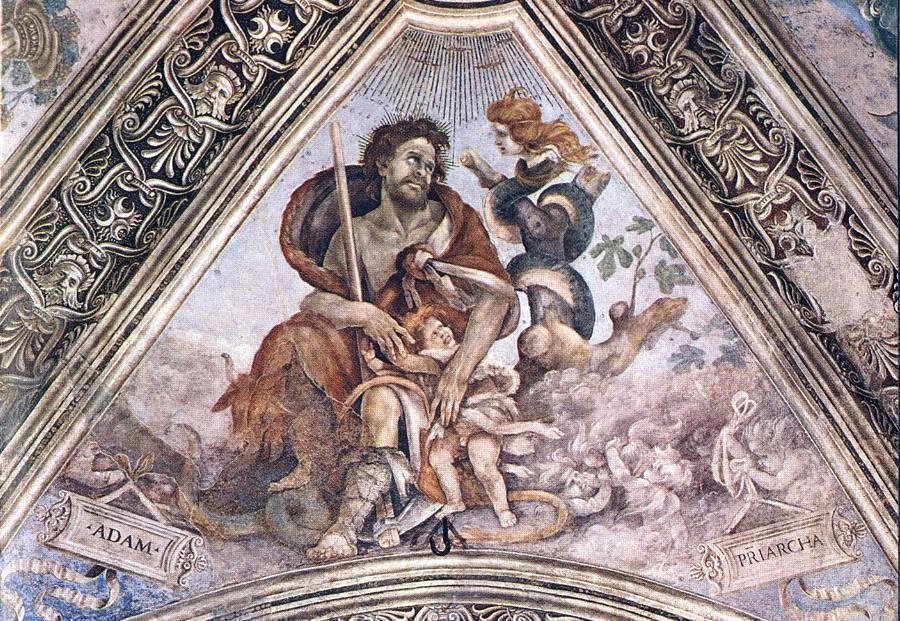
Adán abraza a un niño en presencia de la ladrona de niños Lilith. Fresco de Filippino Lippi, Basílica de Santa María Novella, Florencia.

El novelista italiano de origen judío Primo Levi pone en boca de uno de sus personajes esta visión de Lilit:

A ella le gusta mucho el semen del hombre, y anda siempre al acecho de ver a dónde ha podido caer (generalmente en las sábanas). Todo el semen que no acaba en el único lugar consentido, es decir, dentro de la matriz de la esposa, es suyo: todo el semen que ha desperdiciado el hombre a lo largo de su vida, ya sea en sueños, o por vicio o adulterio. Te harás una idea de lo mucho que recibe: por eso está siempre preñada y no hace más que parir.
Primo Levi, Lilít y otros relatos, Barcelona. Edicions 62, 1989, p. 24.

### Lilit en la Biblia

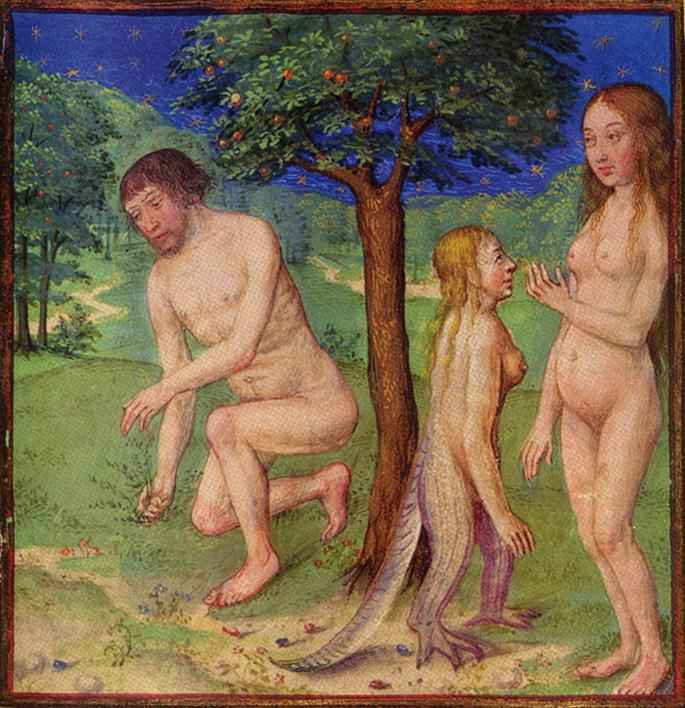
Una iluminación del siglo de Lilith, con forma semihumana, en vez de serpiente, tentando a Eva, para tomar la fruta prohibida.

La única mención en la Biblia de dicha criatura aparece en Isaías 34:14:פגשו ציים את־איים ושעיר על־רעהו יקרא אך־שם הרגיעה לילית ומצאה לה מנוח׃. En la Biblia de Jerusalén el pasaje se traduce como: «Los gatos salvajes se juntarán con hienas y un sátiro llamará al otro; también allí reposará Lilit y en él encontrará descanso». En la Vulgata לילית se tradujo por Lamia, equivalencia que se conserva en algunas traducciones modernas, como la de Nácar-Colunga: «Y las bestias montesas se encontrarán con los gatos servales, y el peludo gritará a su compañero: la lamia también tendrá allí asiento, y hallará para sí reposo». Otras versiones, en fin, traducen el término como «criatura nocturna» o «lechuza». Al tratarse de un término que aparece testimoniado en una sola ocasión (hápax legómenon), no resulta posible saber con certeza si para el autor del texto לילית era un nombre propio o común, y en este último caso, si se trataba de una criatura sobrenatural o de una rapaz nocturna. Sin embargo, en la Biblia de las versiones Reina Valera 1960: Las fieras del desierto se encontrarán con las hienas, y la cabra salvaje gritará a su compañero; la lechuza también tendrá allí morada, y hallará para sí reposo.
Y en la versión latinoamericana, este pasaje Isaías 34:14 se menciona:Allí se juntarán los gatos salvajes con los pumas, y se dará cita a los chivos; allí también se echará a descansar el monstruo llamado Lilit.
El profesor G. R. Driver opina que la palabra hebrea (li·líth) deriva de una raíz que denota «toda clase de movimiento de torsión u objeto retorcido», tal como la palabra relacionada lái·lah (o lá·yil), que significa «noche», da a entender un «envolver o rodear la tierra».
Blair (2009) sostiene que las ocho criaturas mencionadas en Isaías 34:13-16 son todas animales naturales.

## Lilit en otras tradiciones
En la demonología originada a partir de la tradición cabalística, se le considera la regente de la Qlifot Gamaliel (a la cual se le llama igualmente La esfera de Lilit).

## Influencia cultural

### Lilith y el mito de la mujer fatal o femme fatale

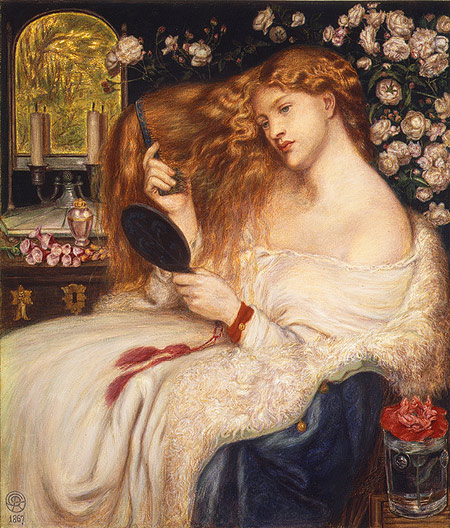
Lady Lilith, (1867), por Dante Gabriel Rossetti (1828-1882).
Metropolitan Museum of Art, Nueva York.

En el mito sumerio Lilit es una diosa o fuerza independiente asociada a la oscuridad y temida por los hombres. En el folclore judío representaría indirectamente la igualdad frente al hombre ya que fue creada a su semejanza. Así, viéndose igual a Adán se rebeló ante sus exigencias de obediencia hacia él y a Dios, y lo abandonó. Según la tradición tuvo otros amores y muchos hijos (tanto de humamos como de demonios). En este sentido se le considera la primera mujer libre de la historia y por ello considerada tradicionalmente como 'mujer fatal', la perdición de los hombres, la diablesa, la demoníaca, la femme fatal de la que había que alejarse al no seguir los designios de Dios. Representaba todo lo contrario de la pareja fiel y madre abnegada y obediente. En la tradición judeocristiana, se perpetúa la imagen de Lilith a lo largo del tiempo con diferentes iconografías y características: ya sea como quimera, (con cuerpo de serpiente, mitad animal y mitad humana), diablesa, y/o como mujer de belleza y sensualidad arrebatadora, siempre desnuda y provocadora.
En el último tercio del siglo XIX aparecen, primero en los prerrafaelistas, diversas representaciones de la mujer como mujer fatal o femme fatale como respuesta a las demandas de emancipación -igualdad de derechos, libertad sexual, sufragio- de la mujer. Estos artistas recuperan la iconografía tradicional, actualizándola a un concepto más moderno, como representación de las reivindicaciones de los movimientos de las sufragistas. Erika Bornay postulo que la sociedad patriarcal no aceptaba esas demandas y, por ello algunos de los artistas de la época ofrecieron representaciones extravagantes y exageradas del peligro que la mujer podía representar, para lo que la pintaban recurriendo a la iconografía histórica -Judit, Salomé, Lilith- siempre representadas desnudas y en actitud insolente, provocadora o altiva. Dichas obras reflejan el cambio sociocultural de la época.

### Lilith y el feminismo
En la época contemporánea, la figura de Lilith rebelándose contra la autoridad de Adán y su creación simultánea con la del hombre ha inspirado movimientos feministas. En los años setenta, algunas militantes del grupo «La causa de las mujeres» en Francia tomaron a Lilith y su imagen como antorcha de su lucha. En efecto, a diferencia de Eva, a quien en la interpretación tradicional de la Biblia se presenta como concebida a partir de solo una de las costillas de Adán, Lilith habría sido formada a partir del barro como Adán y sería, por tanto, su «igual». Interpretación de Lilith que situaría a la mujer en un estatus, ya no de inferioridad, sino de paridad-igualdad con el hombre. Sin embargo, en los textos originales en hebreo la palabra original hebrea "צֵלָע" (tsela) significa igualmente costado o lado, y es este el significado que es utilizado generalmente por los hebreos para describir este pasaje; por lo que el concepto de Eva como un ser inferior a Adán en la biblia es un concepto equivocado transmitido por una traducción errónea o no adecuada. Así Eva habría sido formada a partir del costado (o un lado) de Adán, lo que si lleva a su vez a una interpretación de igualdad entre ambos (a diferencia de la interpretación del origen a través de la costilla); al ser Eva una parte equivalente de Adán y no una porción pequeña de este. Igualmente  hay interpretaciones (como la dada en la Kabala judía) definen la primera creación del génesis, como la creación de las alma(s) de ambos (separadas o como una sola) antes de llegar y/o ser creados en el jardín del Edén con su cuerpo material; por lo que igualmente se le atribuye una situación de igualdad entre Adan y Eva a través de la primera creación. Así, el aparente concepto de inferioridad dada a Eva, realmente no sería correcto; por lo que la creación de Eva no sería un fundamento válido del feminismo para exaltar a la figura de Lilith y mantener el estatus de Inferioridad de Eva.

### Lilith en las artes
A finales del siglo XIX, el tema de Lilith atrajo la atención de artistas y escritores simbolistas y prerrafaelitas europeos, ya que encapsulaba las oscuras cualidades románticas de la femme fatale, ejemplos de lo cual son la «Lady Lilith» de Dante Gabriel Rossetti (1864-1873) y la «Lilith» de John Collier (1887). 
Hay muchas heroínas malvadas que, al menos en una de sus facetas, retoman una faceta de Lilith (sexualidad desenfrenada, desviación de la procreación, sexualidad ilícita, morbosidad ligada a la sexualidad, mujer libre, igual al hombre), y cuyo nombre se hace siguiendo el modelo de la duplicación de dos «L»: Lily, Lila, Lilas, Liliane, etc.

### Lilit en la narrativa

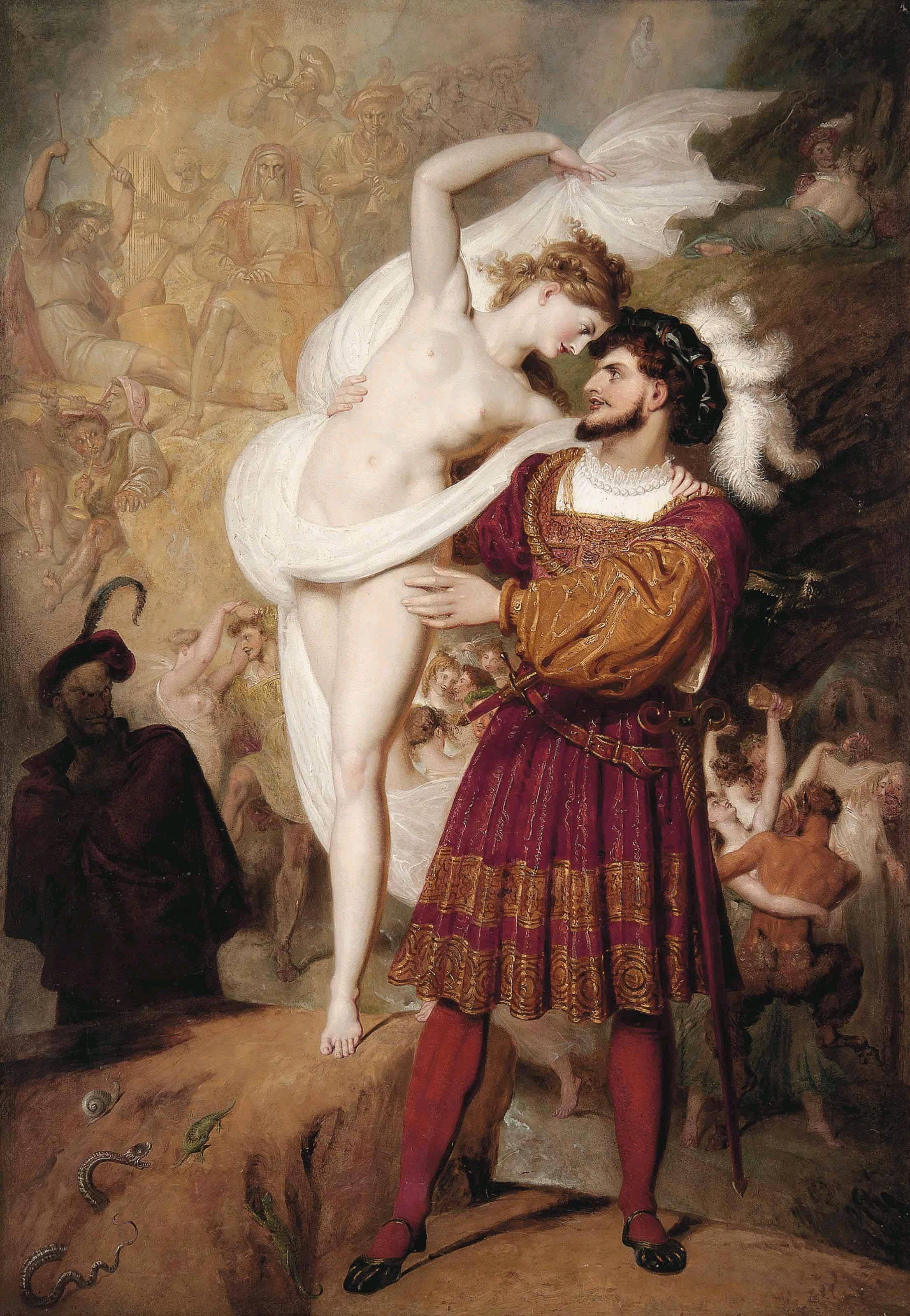
Fausto y Lilith de Richard Westall (1831). Fausto se prepara para bailar con la joven bruja en el festival de magos y brujas de las montañas Hartz.

- En el drama Fausto  de Goethe aparece en el capítulo «La noche de Walpurgis» en la que se produce un descenso a los infiernos en lo oscuro de la noche:

Fausto: ¿quién es esa?
Mefistófeles: Mírala bien. Es Lilith.
Fausto: ¿quién?
Mefistófeles: La primera mujer de Adán. Guárdate de su hermosa cabellera, la única gala que luce, cuando con ella atrapa a un joven no le suelta fácilmente.

- En la novela The Lion, the Witch and the Wardrobe, perteneciente a la saga de Las Crónicas de Narnia de C. S. Lewis, aparece mencionada como antepasado de Jadis, la Bruja Blanca:

–Eso es lo que no comprendo, señor Castor –dijo Peter–. Quiero decir ¿acaso no es humana la bruja?
–A ella le gustaría que lo creyéramos –respondió él–, y en eso basa su pretensión de ser reina. Pero no es una Hija de Eva. Desciende de la primera esposa de vuestro padre Adán –aquí el señor Castor realizó una inclinación de cabeza–, aquella a la que llamaban Lilith, y que pertenecía a la raza de los genios. De ahí es de donde proviene ella por una parte, y por la otra, de los gigantes. No, no existe ni una gota de sangre humana en la bruja.
–Por ese motivo es mala de los pies a la cabeza, señor Castor– corroboró su esposa.
 Fragmento de The Lion, the Witch and the Wardrobe, Las Crónicas de Narnia de C. S. Lewis.

- El novelista escocés George MacDonald dedicó una novela al personaje: Lilith.
- En la saga de libros Cazadores de Sombras de Cassandra Clare.
- En la saga de libros Oscuros de Lauren Kate.
- En la novela Caín de José Saramago.
- En la serie Hotel Hazbin de Prime Video, Lilith es la madre de la protagonista Charlie Morningstar y la esposa de Lucifer Morningstar.
- En la serie de videojuegos Diablo, Lilith es hija de Mephisto y una demonio desconocida, hermana mayor de Lucion, amante del ángel Inarius y madre del primer nephalem Linarian. Ella es la antagonista principal de Diablo IV.

### Lilit en la música
- Lilith Fair fue una popular gira de conciertos y un festival de música itinerante, fundado por Sarah McLachlan y otros entre 1997 y 1999, y de nuevo en 2010, y que se caracterizó por estar formado únicamente por solistas femeninas y grupos liderados por mujeres.
- La banda de metal extremo Cradle of Filth realizó un álbum completo en alusión a la leyenda de Lilit llamado Darkly, Darkly, Venus Aversa.[30]
- La banda de heavy metal Lujuria hace apología de la leyenda de Lilit en la canción «Lilith», publicada en el álbum Enemigos de la castidad.[31]
- La agrupación suiza de thrash metal técnico Coroner contiene un tema en su álbum Mental Vortex, titulado "Son of Lilith".
- El cantautor español Pedro Guerra compuso un tema titulado "Lilith" en su disco Hijas de Eva, de 2002.
- La cantautora Metrika, más conocida como madre fundadora, compuso un tema titulado "Lilith" en su álbum Ceremonia, en 2023.